# VF-27 ルシファー
VF-27 ルシファー（ブイエフ・にじゅうなな ルシファー、Lucifer）は、「マクロスシリーズ」に登場する架空の兵器。初出は2008年放送のテレビアニメ『マクロスF』。「バルキリー」の通称で呼ばれる可変戦闘機（ヴァリアブル・ファイター＝VF）の一つで、ファイター（航空機）とバトロイド（人型ロボット）、中間形態であるガウォークの3形態に変形する。
『マクロスF』劇中では、主人公「早乙女アルト」のライバル役である「ブレラ・スターン」が搭乗する紫色の機体が主に登場する。愛称（ペットネーム）の「ルシファー」は、キリスト教などで伝えられている悪魔「サタン」の別名。プラモデルなどの玩具では、「ルシファーバルキリー(Lucifer Valkirie) 」の商品名で呼ばれる。
メカニックデザインは、総監督である河森正治が実在の戦闘機「F-14 トムキャット」と「Su-27 フランカー」、超音速偵察機「SR-71 ブラックバード」をモチーフに行った。

## 概要
「体を機械化したサイボーグ兵士の専用機」という従来にはない設定の機体で、アルトたちが搭乗する「VF-25 メサイア」とは共通の設計母体を持ちつつも、より高性能の機体として描かれている。デザイナーの河森は、「変形機構はVF-25と同じままでどこまで違った機体に見えるかに挑戦した」と語っている。オリジナルのデザインは河森の手によるものだが、CGIモデルのスタイリングはサテライトの池田幸雄によるものである。たとえば頭部左右の角飾りのようなアンテナは河森のデザイン画にはなく、池田のアレンジによるものである。
テレビ版『マクロスF』では、本編に先行してオープニングアニメーションの1カットに登場し、第7話「ファースト・アタック」で本格的に登場する。当初は正体不明の「謎のバルキリー」としてあつかわれ、物語の進行と共に徐々に素性が明かされつつ、時に敵として、時に味方として活躍する。紫色のブレラ機のほかに、第16話「ランカ・アタック」ではモスグリーンの一般機も複数登場、第23話「トゥルー・ビギン」では、このうちの1機に黒幕である「グレイス・オコナー」が搭乗する。
愛称の「ルシファー」は、「メサイア（救世主）」と対極にある悪魔（堕天使）の名が由来であるが、劇中や『マクロスF』公式サイト内ではこの名で呼ばれることはなく、2008年10月発売のPlayStation Portable用ゲーム『マクロスエースフロンティア』が初出である。
テレビ版の一般機はブレラ機と同じ頭部形状の機体しか登場しないが、2010年2月にバンダイが発売したプラモデル「1/72 VF-27β ルシファーバルキリー一般機」では、河森が商品化の際に新たに描き起こした頭部左右のアンテナがない頭部が付属する。『劇場版 マクロスF サヨナラノツバサ』では、テレビ版では描かれなかった専用のスーパーパックが登場する。

## 機体解説
第21次新マクロス級超長距離移民船団「マクロス・ギャラクシー」内の可変戦闘機開発工廠「ガルド・ワークス」が、「YF-24 エボリューション」を原型に開発した機体。西暦2057年12月11日に、空母カトマンズIIIにて原型機の初飛行が実施された。第25次新マクロス級超長距離移民船団「マクロス・フロンティア」製の姉妹機「VF-25 メサイア」がほぼ原型機の性能を受け継いだ堅実な設計であるのに対し、本機は基本構造や変形方式を共通としつつ、ギャラクシーの高度な技術力を駆使した野心的な改良が加えられている。
最大の特徴は、インプラント技術により身体を機械化したサイバーグラント（サイボーグ兵士）専用の機体としたこと。パイロット自身の肉体を強化することで、生身の人間には耐えられない高G機動を可能としている。ただし、サイバーグラントといえど脳などの生身の部分は存在するため、これを保護するためにVF-25に搭載された「ISC/T021（慣性蓄積コンバーター）」とほぼ同等の性能を持つ「IVC/GC 01γ」や、共通規格のEX-ギア・システムをコクピット部分に搭載している。
操縦系統には、かつてガルド・ワークスのスタッフが開発に関わっていたYF-21（後のVF-22 シュトゥルムフォーゲルII）のBDIシステムの改良型を採用。パイロットの脳と機体側のセントラルコンピュータを光学回路で直結することで、完全な思考のみでの操縦を可能としている。さらに、機体に登録されたパイロットの脳波を感知することで、遠隔操作式の無人機としても運用可能。なお、思考制御に異常が発生した場合の保険として、スロットルレバーやフットペダルなどの手動操縦機器も備えられている。コクピットは、起動時に座席やその他内装機材が擬似的に透過し全周囲モニターとなるバーチャル・コクピットを採用。キャノピーも完全に装甲化され、各部に設置された光学センサーから外部の光学情報を得る。キャノピーを透過型に換装することで、生身のパイロットが操縦することも可能となっている。バトロイド形態時の頭部カメラアイは、横二段式のゴーグル型を採用している。
主機として、小型軽量のステージII熱核反応タービンエンジン「FF-3011/C」を両脚と主翼中間部に計4基搭載する。単基の推力ではVF-25に採用された「FF-3001A」に劣るが、4基を合計した場合は5,500kN以上と、「YF-29 デュランダル」やスーパーパック装備のVF-25に次ぐ大推力を発生させる。脚部エンジンは、VF-22と同様の二つに分かれた踵を持つ三次元式ベクタードノズル、主翼側は全周式ノズルを採用し、双発エンジンでは難しい複雑な機動を可能としている。なお、巡航飛行時は脚部の2基のみを稼働させる。主翼は中間部のエンジンを境に中翼と外翼に分かれ、中翼は前縁がV字状で後縁がΛ字状、外翼は菱形翼となっている。4基のエンジンが発生させる膨大な熱を効率的に逃がすため、主翼全体が冷却システムを兼ねている。
ギャラクシー船団側は新統合軍に対する本機の技術開示を拒んでおり、軍も本機の配備を正式には認めていない。この事情により、2059年の時点では試作機ナンバーである「YF-27」としてあつかわれている。

### 武装・オプション
マウラーROV-20 20mmビーム機銃
頭頂部に固定装備される対空ビーム砲。ファイター形態時には、背面に取り付いた敵機の迎撃に使用される。
マウラーROV-25 25mmビーム機関砲 / ラミントンES-25A 25mm高速機関砲
VF-25と共通の装備で、両翼の付け根に計2門内蔵されている。ROV-25とES-25Aのどちらかを選択して装備するか、両方を片方1門ずつ装備することも可能。両装備共に、後に対バジュラ用のMDE（マイクロ・ディメンション・イーター）仕様に変更される。
センチネルHBC/HS-35B 35mm重ビーム機関砲
主翼エンジンポッドに片方1門、計2門内蔵されている。
BGP-01β 55mmビームガンポッド
全長約16.85メートル、重量3トン以上ものサイズを持つ大型ビーム砲。通常の速射モードと、砲身を横に2分割・開放化した対艦用ハイパーグレネードモードの二つの形態を使い分ける。その巨大さゆえ、ファイター形態では砲先端が機首より突出した形で底部に固定される。駐機時は砲身と機首着陸脚が干渉するため、グレネードモードと同様に砲身を開いて着陸脚の展開スペースを空けている。後に対バジュラ用MDE重量子ビーム仕様に改修される。
BGP-02α 75mmビームガンポッド
YF-27に装備された試作ガンポッド。BGP-01βよりも大型で機体底部に固定できないため、右翼側に懸架される。また、左翼側にはカウンターウェイト兼用の専用エネルギーキャパシターが懸架される。
ガーバー・オーテックAK/VF-M9F アサルトナイフ
VF-25に装備されたAK/VF-M9の派生型。人間用の片刃ナイフをスケールアップした形状を持つAK/VF-M9に対し、こちらは左腕シールド先端から両刃の刀身を突出させて使用する。
ビフォーズBML-04B 内蔵式マイクロミサイルランチャー
主翼エンジンポッドに片方2基、計4基のランチャーを格納している。のちに対バジュラ用のMDE弾頭に変更される。
スーパーフォールドブースター
L.A.I社製の試作型フォールドブースター。サイズや機体上面に外装する点は従来のブースターと同じだが、従来型では不可能だったフォールド断層を超えてのフォールドが可能となっている。
スーパーパック
『劇場版マクロスF サヨナラノツバサ』に登場。機体の総合性能向上を目的とした、VFシリーズ伝統の追加装備。装着した機体は型式番号の末尾に「SP」が付く。バジュラ本星での決戦では3機のゴーストV9を随伴して出撃する。
QF-5100D ゴブリンII ブースターウェポンユニット（背部ブースター）
元はゴーストQF-4000シリーズの大気圏内用の新バージョンとして開発された、汎用無人偵察戦闘機。FF-203C熱核タービンエンジンを搭載し、通常稼動時のYF-29に匹敵する機動性を付与する。また、マイクロミサイルランチャーを6基備えている。本体と分離し偵察ユニットとしても使用可能で、サイボーグパイロットからの脳波操縦により、センサーからの情報を伝達できる。
脚部エンジナセル追加ポッド
ミサイルポッドと増装からなり、エネルギー転換装甲IIにより高い防御力を誇る。
肩部追加装甲
ピンポイントバリアブースターを内蔵。
腕部ポッド
マイクロミサイルランチャーを内蔵。

### バリエーション
YF-27 シャヘル
小説『マクロスF フロンティア・メモリーズ』収録の短編「ワイヤード・ウォーリア」、および電撃ホビーウェブ連載の小説『マクロス・ザ・ライド』に登場。技術実証用に複数製造された試作型。愛称の「シャヘル」はルシファーの父の名に由来する。
YF-27-3 シャヘル・♂（メール）
試作3号機。テストパイロットはアンタレス小隊（ギャラクシー船団第52戦闘航空団）隊長であるブレラ・スターン少佐。機体カラーはパープル。機密保持用の自爆システムと、機能は不安定ながらもISCが搭載されている。後の制式型に比べ、脚部ベクタードノズルの反応速度に若干のタイムラグを持つ。
なお、小説内の記述のみでデザイン画稿は未発表。
YF-27-5 シャヘル・♀（フィメール）
『マクロス・ザ・ライド』のみに登場。試作5号機。テストパイロットはゼネラル・ギャラクシー企業軍特殊処理課所属の少女型サイバーグラント、マリス・ステラ。敵機に自機の進行方向を誤認させる目的で、黒とグレーのダズル迷彩が施されている。主翼用のエンジンを持たない双発機で、3号機よりも出力と速度で劣る分、旋回性能に優れたあつかいやすい機体となっている。また、火力面でも3号機に勝る。主翼は原型のYF-24に近い形状で、機首のカナードは一対の後退翼を採用している。ISCは出力の不安定さから搭載されていない。
民間へのテロ行為を装った機体の実戦データ収集計画「ブラック・オペレーション」に投入され、のちの制式型の開発に貢献する。

VF-27β
量産型。ギャラクシー船団での制式カラーはモスグリーン。指揮官機は頭部に鍬形状のアンテナが追加されているが、一般機と型式番号上の区別は付けられていない。グレイス・オコナーが搭乗する。
VF-27γ
エンジン出力や各種アビオニクス性能を設計限界まで高めたスペシャル仕様。外見はβ型指揮官機と同一だが、中身は別物と言えるほどのあつかいづらい機体に仕上がっている。
ブレラ機
赤紫のカラーリングが特徴。エンジンナセル部にコールサインである「ANTARES 1（アンタレス・ワン）」のマーキングが入っている。
メイ・リーロン機
『マクロス30 銀河を繋ぐ歌声』に登場。白地に紫と黒のラインというカラーリングに、ハンターギルドのマーキングが入る。機体性能などの差異はないようだが、サイバーグラント専用機である機体を何故乗りこなせるのかについては謎である。

## 商品展開
マクロスファイターコレクション
1/250スケールのファイター形態固定のコレクショントイ。シリーズ第2弾で「VF-27β 量産機」、「VF-27γ ブレラ機」が、シリーズ第3弾、第4弾で「VF-27γ ブレラ機 スーパーフォールドブースター」がラインナップされている。
1/72 VF-27γ ルシファーバルキリー ブレラ・スターン機
バンダイホビー事業部より2009年11月に発売されたプラモデル。同スケールで先行発売されたVF-25 メサイアバルキリーと一部フレームパーツを共用し、一部差し替えパーツはあるものの劇中での三段変形をほぼ完全に再現している。『劇場版マクロスF~イツワリノウタヒメ』公開記念として、裏面にバルキリー少女のコスプレをするランカ・リーのイラストが描かれた特別パッケージで発売された。
1/72 VF-27β ルシファーバルキリー 一般機
ブレラ機の色変えバリエーションキットとして、2010年2月に発売された。劇中に登場する指揮官機と、新設定の一般機の2種類の頭部が付属する。パッケージにはグレイスのイラストが描かれている。
DX超合金 VF-27γ ルシファーバルキリー（ブレラ・スターン機）
バンダイコレクター事業部より2010年2月に発売された。「DX超合金」ブランドの完全変形トイ。 同ブランドで先行発売されたVF-25 メサイアバルキリーの構造を見直し、より商品としての完成度が高められている。ブレラとランカのフィギュアが付属する。
DX超合金 VF-27β ルシファーバルキリー（グレイス・オコナー / 一般機）
ブレラ機のカラーバリエーション商品として、2010年6月に魂ウェブ商店で限定発売された。プラモデルと違い頭部は劇中に登場するもののみ。フィギュアが付属しない代わりにスーパーフォールドブースターが付属する。
DX超合金 VF-27γ ルシファーバルキリー（ブレラ・スターン機）スーパーパーツセット
劇場版に登場するスーパーパックを新規追加した商品。2013年8月発売。単なるオプション追加商品ではなく、機体本体も首の延長や股関節の位置変更といったプロポーションの最適化の他、各部のマーキングが劇場版準拠に変更されている。3形態対応の簡易スタンドが付属。
DX超合金 VF-27β ルシファーバルキリー ニューヘッドプラス（一般機／グレイス機）
2015年8月発売。魂ウェブ商店限定商品。スーパーフォールドブースターに代わって角飾りのない頭部が新規にセットされ、本体はブレラ機同様の改修とマーキング変更が行われている。簡易スタンドも付属。